# Балмер, Джоан
Джоан Балмер (1519 — декабрь 1590) — фрейлина Екатерины Говард, 5-й супруги короля Англии Генриха VIII.

## Биография
Джоан была второй дочерью Джона или Томаса Балмера. Она выросла в поместье Агнессы Норфолк, вдовствующей герцогини Норфолк. Там она подружилась с приёмной внучкой вдовствующей герцогини Екатериной Говард. В юности Джоан была любовницей Эдварда Уолдгрейва.
Когда Екатерина Говард стала королевой Англии, она выделила Джоан место при дворе. До сих пор неизвестно, сделала она это из-за дружбы, связывающей девушек, или по причине опасений, что Джоан расскажет о прошлом молодой королевы и её отношениях с Генри Мэнноксом и Френсисом Дэремом.

## Образ в кинематографе
В драматическом сериале « Тюдоры» телеканала Showtime Джоан Балмер появляется как второстепенный персонаж в нескольких эпизодах четвёртого сезона. Её роль исполняет Катрин Стэдмен.